# Lang Yang
Św. Lang Yang (chiń. 郎楊) (ur. 1871 r. w Lu, Hebei w Chinach, zm. 16 lipca 1900 r. w Lujiapo, Hebei) – święta Kościoła katolickiego, męczennica.
Lang Yang urodziła się we wsi Lu w prowincji Hebei. Miała jedynego syna Pawła Lang Fu.
Podczas powstania bokserów w Chinach doszło do prześladowań chrześcijan. 16 lipca 1900 r. po zajęciu wioski, w której Lang Yang mieszkała przez powstańców, została przez nich schwytana i przywiązana do drzewa. Napastnicy zaczęli wypytywać ją o wiarę. Powracający do domu Paweł Lang Fu zobaczył swoją matkę związaną i zaczął płakać. Ona mu powiedziała: „Nie płacz synu, przyjdź tutaj.” Bokserzy podłożyli ogień pod ich dom, przebili jej ciało włócznią, a chłopcu odcięli rękę. Następnie oboje wrzucili do ognia.
Dzień jej wspomnienia to 9 lipca (w grupie 120 męczenników chińskich).
Została beatyfikowana razem z synem 17 kwietnia 1955 r. przez Piusa XII w grupie Leon Mangin i 55 Towarzyszy. Kanonizowana w grupie 120 męczenników chińskich 1 października 2000 r. przez Jana Pawła II.